# John Brandeberry
John Benjamin Brandeberry (* 13. Dezember 1893 im Wood County, Ohio, Vereinigte Staaten; † 23. September 1953 in Toledo, Lucas County, Ohio, Vereinigte Staaten) war ein US-amerikanischer American-Football-Trainer und Professor an der University of Toledo.

## Biographie
Brandeberry schloss 1913 sein Studium an der University of Mount Union ab, an der er Basketball und American Football spielte. 1915 wurde er zur Lehrkraft an der University of Toledo. 1917 ließ er sich überreden erster Head Coach des Footballteams der University of Toledo zu werden. Die Mannschaft verlor alle drei Spiele bei 262 zugelassenen Punkten ohne eigenen Erfolg. 1943 wurde er zum Dean der Fakultät für Ingenieurwissenschaften. Er starb 1953 im Alter von 59 Jahren an einem Herzinfarkt.